# Siméon Niger
Siméon Niger ou Suméon dit Niger est mentionné dans les Actes des Apôtres (13, 1) comme l'un « des prophètes et des docteurs » de « l'Église établie à Antioche ».

« Il y avait dans l'Église établie à Antioche des prophètes et des docteurs : Barnabé, Syméon appelé Niger, Lucius de Cyrène, Manaèn (ou Manahen), ami d'enfance d'Hérode le tétrarque[,] et Saul. Or un jour, tandis qu'ils célébraient le culte du Seigneur et jeûnaient, l'Esprit Saint dit : « Mettez-moi donc à part Barnabé et Saul en vue de l'œuvre à laquelle je les ai appelés. » Alors, après avoir jeûné et prié, ils leur imposèrent les mains et les laissèrent à leur mission. »

Son nom Suméon, est juif et transcrit avec la graphie archaïque. Son surnom Niger est latin et signifie « le Noir », qui est habituellement utilisé pour désigner une personne avec un teint foncé et/ou pour désigner un Africain. Il semble être un Juif romanisé. Il est l'un des 72 ou 70 disciples de Jésus.